# Maripá de Minas
Maripá de Minas är en kommun i Brasilien.   Den ligger i delstaten Minas Gerais, i den sydöstra delen av landet, 800 km sydost om huvudstaden Brasília. Antalet invånare är 2 788.
Omgivningarna runt Maripá de Minas är huvudsakligen savann. Runt Maripá de Minas är det glesbefolkat, med 17 invånare per kvadratkilometer.